# Suore francescane figlie dei Sacri Cuori di Gesù e Maria
Le Suore Francescane Figlie dei Sacri Cuori di Gesù e Maria, dette di Salzkotten, sono un istituto religioso femminile di diritto pontificio: i membri di questa congregazione pospongono al loro nome la sigla F.C.J.M.

## Storia
La congregazione venne fondata da Clara Pfänder (1827-1882): Lasciate le suore della Carità Cristiana di Paderborn, assieme a due compagne, il 23 settembre 1859 iniziò a dedicarsi alla cura degli orfani a Olpe: presto estese il suo apostolato all'assistenza domiciliare ai malati, entrando in conflitto con le Figlie della Carità che gestivano l'ospedale cittadino e prestavano lo stesso servizio.
Nel 1863 la fraternità, riconosciuta dal vescovo di Paderborn il 30 ottobre 1860, abbandonò Olpe e trasferì la casa madre a Salzkotten: a causa del Kulturkampf, le religiose furono costrette a lasciare l'insegnamento e a limitare le loro attività alla cura dei malati.
L'istituto ricevette il pontificio decreto di lode il 6 giugno 1927: le sue costituzioni vennero approvate definitivamente dalla Santa Sede il 6 giugno 1939 e nuovamente, dopo un aggiornamento, nel 1969.

## Attività e diffusione
Le Francescane di Salzkotten si dedicano prevalentemente all'assistenza ospedaliera ai malati e agli anziani.
Sono presenti in Europa (Francia, Germania, Italia, Paesi Bassi, Romania), America (Brasile, Stati Uniti d'America), Africa (Malawi, Nigeria) e Indonesia: la sede generalizia è a Roma.
Al 31 dicembre 2005 l'istituto contava 687 religiose in 82 case.